# Casi+
Casi+ o Casi Más fue un programa de MTV Latinoamérica que se retransmitió en las señales de MTV de México y Argentina durante un año, desde marzo de 2003 hasta febrero del 2004.
El concepto del programa era presentar los cinco vídeos (del 15 al 11) que se habían quedado cortos de votos para formar parte de los estelares Los 10+ pedidos, además de mostrar los estrenos de vídeos más importantes, vídeos con mayores subidas y bajadas en votos y entrevistas con los artistas del momento.
La versión mexicana fue presentada por Christian en su primera temporada (marzo-septiembre de 2003) y por Eduardo "Pocas" Peñafiel en la segunda (octubre de 2003-febrero de 2004), mientras que la versión argentina fue presentada por los hermanos Facundo y Martin Lombard en 2003.
En 2007, volvió a ambas señales como un pequeño bloque del programa Los 10+ pedidos, mostrando sólo un esbozo de los 5 videos, sin ni siquiera transmitirlos completos. Sin embargo, sus contradicciones con el conteo eran tan grandes que en la señal sur, que se podía ver todos los días, dejó de transmitirse, y en la señal Norte, continuo hasta finales del 2008.
En 2010 este programa volvió al aire, para las 3 señales, el lunes 30 de agosto de 2010, se transmite antes de los 10+, y pasan 10 videos que quedaron en las posiciones del 11 al 20 con los votos de la página de internet. Salió del aire en diciembre del 2010.
- Datos: Q5756111